# Roberto Conti
Pour les articles homonymes, voir Conti.
Roberto Conti (né le 16 décembre 1964 à Faenza, en Émilie-Romagne) est un coureur cycliste italien des années 1980-90. Excellent grimpeur et spécialiste des courses par étapes, il termine à dix reprises dans les vingt premiers du Giro et du Tour de France, cumulant 27 participations à ces deux Grands Tours. 

## Biographie
Roberto Conti devient professionnel en 1986 et le reste jusqu'en 2003. Il obtient deux victoires au cours de sa carrière. Lors du Tour de France 1994, il remporte la 16e étape de Valréas à l'Alpe d'Huez et termine sixième du classement général. Il dispute le Tour d'Italie à seize reprises, terminant meilleur jeune lors de sa première participation en 1987.
Il a été un équipier de Marco Pantani au sein de l'équipe Mercatone Uno entre 1997 et 1999, puis de nouveau en 2003, lors de la dernière saison de celui-ci.

## Palmarès
- 1987
  -  Classement du meilleur jeune du Tour d'Italie
- 1990
  - 3e du Trofeo dello Scalatore
- 1991
  - 2e étape du Tour de France (contre-la-montre par équipes)
- 1992
  - 2e du Tour du Trentin
  - 9e du Tour d'Italie
- 1994
  - 16e étape du Tour de France
  - 3e du Grand Prix du Midi libre
  - 6e du Tour de France
- 1997
  - 10e du Tour de France
- 1999
  - Tour de Romagne

## Résultats sur les grands tours

### Tour de France
11 participations
- 1990 : 18e
- 1991 : 29e, vainqueur de la 2e étape (contre-la-montre par équipes)
- 1992 : 84e
- 1993 : 14e
- 1994 : 6e, vainqueur de la 16e étape
- 1995 : abandon (2e étape)
- 1996 : non-partant (prologue)
- 1997 : 10e
- 1998 : 60e
- 1999 : abandon (9e étape)
- 2000 : 16e

### Tour d'Italie
16 participations
- 1987 : 15e,  vainqueur du classement du meilleur jeune
- 1988 : 33e
- 1989 : 12e
- 1990 : 29e
- 1991 : 42e
- 1992 : 9e
- 1993 : non-partant (18e étape)
- 1994 : 19e
- 1995 : 89e
- 1996 : abandon (21e étape)
- 1997 : 18e
- 1998 : 29e
- 2000 : 44e
- 2001 : 55e
- 2002 : 79e
- 2003 : 56e

#### Tour d'Espagne
1 participation
- 2001 : 23e